# CRELD2
La proteína 2 rica en cisteína con dominio similar a EGF es una proteína que en humanos está codificada por el gen CRELD2.